# All Music Show
All Music Show è stato un programma trash-demenziale andato in onda su All Music tra il 2005 e il 2007 condotto da Pamela Rota e mescolava la comicità alla musica.

## Temi del programma
- Intralci - una soap opera ai confini della realtà in cui si seguono le vite di diverse coppie. Si scoprono così i tradimenti di Giacchia ai danni del povero Alonzo, la misteriosa identità del "Medico" Giulius Maceti (impegnato sentimentalmente con Brut), e l'attaccamento di Enzio a suo padre (se stesso, che è pure omosessuale e tenterà una relazione incestuosa col se stesso figlio).
- Jim Massew - detto "l'uomo più in forma del mondo" è il classico palestrato delle televendite di strani prodotti per perdere peso e riguadagnare la linea attraverso esercizi improbabili e disumani. Il personaggio, interpretato da Marcello Macchia, fa il verso al noto personal trainer e televenditore statunitense Tony Little. (coautore: Spaccavento)
- Unreal Tv - parodia di Real TV, vengono presentati i filmati di inesperti videoamatori che riprendendo scene di vita quotidiana si imbattono in incidenti e imprevisti di vario genere. (coautori: Spaccavento/Mancini)
- Mirkos - un cartomante dalle dubbie facoltà medianiche, autodefinitosi "veggente, astrologo, madrenatura", che per predire il futuro usa strumenti inusuali come un mazzo di carte da gioco, la catena dello sciacquone (pendolino), i sassolini e un mestolo di legno.
- Colloqui Pro Quo - ricerche di personale fallimentari.
- Cechu - pillole di saggezza sul cellulare